# Challes-les-Eaux Basket
Challes-les-Eaux Basket is een Franse damesbasketbalclub uit Challes-les-Eaux. De club werd in totaal 3 keer Frans landskampioen en won de Coupe de France 1 keer. De club komt uit in de Ligue féminine de basketball, de Franse hoogste klasse. In 1993 werden ze derde in de EuroLeague Women.

## Erelijst
- Landskampioenschap Frankrijk (3):

Winnaar: 1991, 1992, 1993
Tweede: 1994
- Coupe de France (1):

1988
1987 (Runner-up)
- Tournoi de la Fédération (2):

Winnaar: 1991, 1993
Runner-up: 1994
- EuroLeague Women:

1993 (Derde)

## Bekende spelers
- Marlous Nieuwveen (2007-2008)
- Olesja Barel (1989-1991)
- Olga Soecharnova (1990-1994)
- Jelena Choedasjova (1991-1993)
- Ivanka Matić (2010)

## Bekende coaches
- Vadim Kapranov (1992-1993)